# Iván Pedroso
Iván Lázaro Pedroso Soler (La Habana, 17 de diciembre de 1972) es un atleta cubano especialista en salto de longitud.

## Biografía
Desde muy pequeño, Pedroso mostró interés por la ejecución de saltos, involucrándose desde la adolescencia en el atletismo, participaba en pruebas de medio fondo; hasta que el entrenador Milán Matos lo prepara para el salto de longitud. Con menos de 19 años consiguió representar a Cuba en los Juegos Panamericanos de La Habana en 1991. Seguidamente, el atleta acudió a sus primeros Juegos Olímpicos, en Barcelona 92, donde consiguió el cuarto lugar. A partir de ahí, Pedroso participó en varios certámenes de atletismo internacionales, consiguiendo varias medallas de oro en países como Canadá (1993), España (1995),  Argentina (1995).
Es el único ser humano en haber superado la barrera psicológica de los 9 metros en la especialidad en un salto válido en la tabla, pero no récord oficial, por viento a favor. Fue en marzo de 1995, en los Juegos Panamericanos de Mar del Plata, a nivel del mar, donde hizo 9,03 con viento.
En 1995 también logró la medalla de oro en el Campeonato del mundo de atletismo en Gotemburgo (Suecia), con un salto de 8,70 metros. En ese mismo año, en una competición en Sestriere (Italia), consiguió un salto de 8,96 metros, superando por un centímetro el récord mundial de Mike Powell; este salto estuvo rodeado de polémica, ya que en un principio el viento registrado por el anemómetro daba por válido el salto para ser homologable como récord mundial, pero tras una investigación de la Federación Internacional de Atletismo, se decidió anular la plusmarca, ya que en el momento del salto había un juez delante del anemómetro obstruyendo la medida real del viento. 
Volvió a repetir medalla de oro en los Campeonatos del mundo de atletismo de 1997 en Atenas (Grecia), y en 1999 en Sevilla (España), quedando en este último por delante del español Yago Lamela.
Tuvo que esperar a los Juegos Olímpicos de Sídney 2000 (Australia) para conseguir su primera medalla de oro olímpica con un salto de 8,55 superando al australiano Jai Taurima por un ajustado margen de 6 centímetros. En los Juegos Olímpicos de Barcelona 1992, acabó cuarto por detrás de Carl Lewis, Mike Powell y Joe Greene, y en los Juegos Olímpicos de Atlanta 1996 participó pero no estuvo en suficiente forma por estar recuperándose de una lesión.
En el Campeonato del mundo de atletismo del 2001 en Edmonton (Canadá), consiguió otra medalla de oro con un salto de 8,40 metros, sumando un total de cuatro medallas de oro en mundiales y una medalla de oro olímpica, a las que hay que añadir sus cinco medallas de oro en los Campeonatos del mundo en pista cubierta, convirtiéndose en uno de los mejores atletas en la historia de la especialidad.
Su actuación en los años 1995, 1997 y 2001, le valieron para ser elegido el mejor atleta del año en la encuesta de la Agencia Latinoamericana de noticias Prensa Latina.
Fue la consagración de una carrera pródiga en premios mundiales, nueve, cinco bajo techo (Toronto-1993, Barcelona-1995, París-1997, Maebashi-1999 y Lisboa-2001) y cuatro al aire libre (Gotemburgo-1995, Atenas-1997, Sevilla-1999 y Edmonton-2001).
Tras abandonar su carrera como atleta, se estableció como entrenador. Desde Guadalajara formó uno de los grupos de preparación de saltos más potente del mundo, del que han formado parte el francés Teddy Tamgho, campeón del mundo en triple salto en 2013 y el tercer atleta que ha superado los 18 metros; Yulimar Rojas, cuádruple campeona del mundo, medalla de oro de las olimpiadas de Tokio 2020 y plusmarquista mundial; Ana Peleteiro, medalla de bronce en Tokio 2020, Jordan Díaz, Tessy Ebosele y Fátima Diame.